# Odma wewnątrzczaszkowa
Odma wewnątrzczaszkowa, odma czaszkowa (łac. pneumocephalia, pneumoencephalon) – stan w którym dochodzi do dostania się powietrza do jamy czaszki, najczęściej wskutek złamania w obrębie podstawy czaszki lub sklepienia czaszki przebiegającego z rozerwaniem opony twardej, oczodołu, powikłań operacji neurochirurgicznych, lub operacyjnego leczenia wodogłowia.

## Objawy chorobowe
Pacjent przytomny w wypadku odmy wewnątrzczaszkowej, zgłasza objawy chlupania lub przelewania w głowie.

## Rozpoznanie
Chorobę rozpoznaje się na podstawie jednego z badań obrazowych:
- RTG przeglądowe czaszki
- TK czaszki
- MRI czaszki

## Leczenie
Z uwagi na ryzyko powstania zakażenia w obrębie ośrodkowego układu nerwowego, obowiązuje pilna konieczność operacyjnego zlikwidowania łączności wnętrza czaszki ze środowiskiem zewnętrznym.